# Arabische Küche

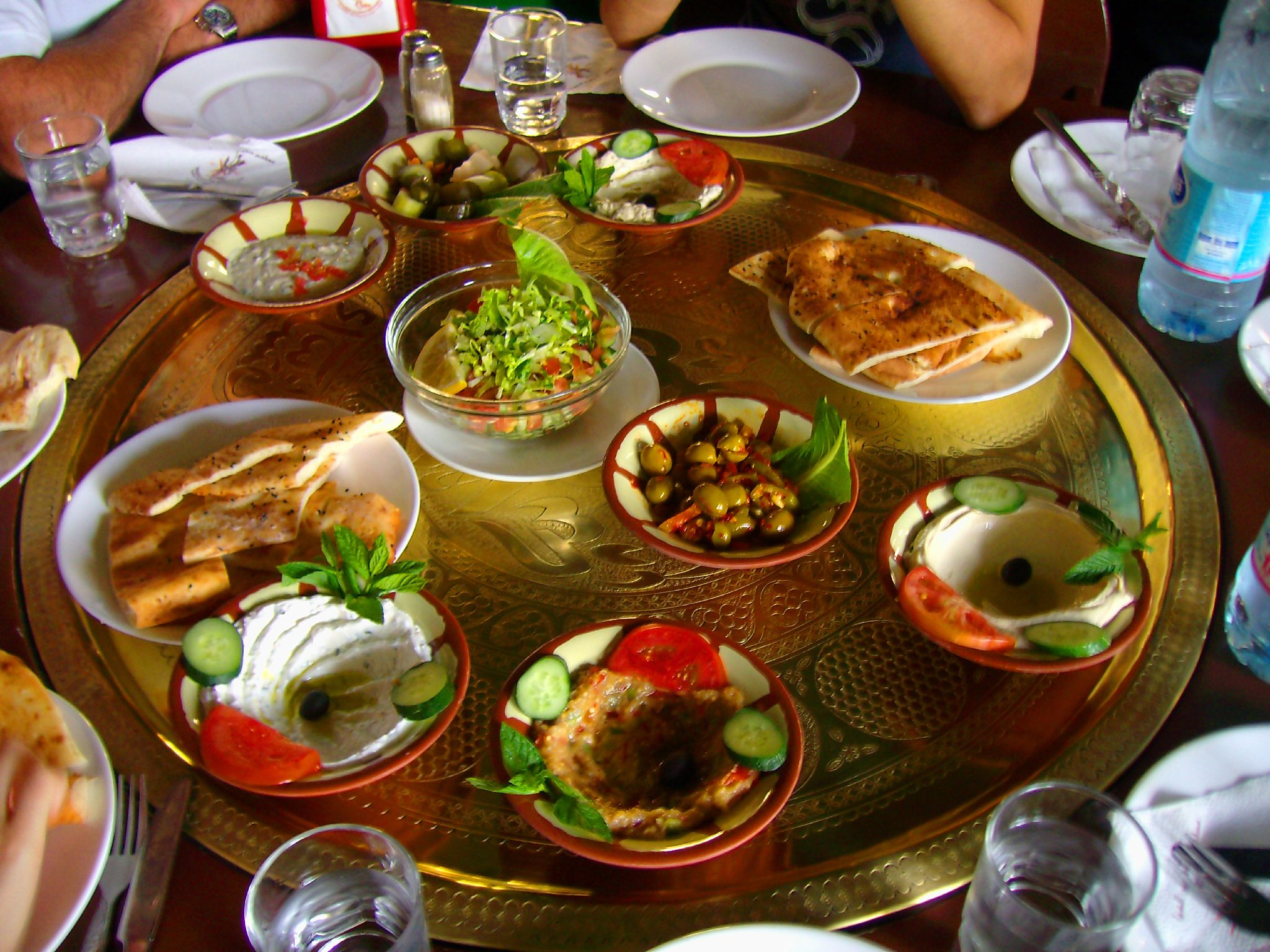
Platte mit Mezze in Jordanien

Als Arabische Küche bezeichnet man die Küchen der zur Arabischen Halbinsel gehörenden Länder, aber auch die Küchen der gesamten Region Vorderasien, die auch als Naher Osten und teilweise als Orient bezeichnet wird. Ihr Einfluss ist auch in der nordafrikanischen Küche im Maghreb erkennbar. Mit dem in Kochbüchern häufig verwendeten Begriff Orientküche meint man jedoch meist auch die Persische Küche, die Kurdische Küche und die Türkische Küche, die über je eigenständige Küchentraditionen verfügen.

## Allgemeines
Obwohl sich die Länderküchen Vorderasiens durchaus unterscheiden, gibt es zahlreiche Gemeinsamkeiten, die die Arabische Küche kennzeichnen. Zu den Grundnahrungsmitteln gehören Hülsenfrüchte wie Linsen und Bohnen, die häufig zu Pasten verarbeitet und vielfältig in der Küche verwendet werden. Eine bekannte Bohnensuppe im Maghreb heißt baisar. Falafel sind frittierte Klopse aus pürierten Bohnen oder Kichererbsen. Milch wird selten pur getrunken – ein großer Teil der Bevölkerung der arabischen Region ist laktoseintolerant –, sondern meist zu Joghurt oder Kaymak verarbeitet, teilweise auch zu Ghee und zu Käse.
Lammfleisch ist – entweder als Kebab zubereitet oder gekocht – die in der arabischen Welt am häufigsten gegessene Fleischsorte. Alle Teile des Lamms finden Verwendung einschließlich Innereien, Kopf und Füßen. Für das Gericht khouzi wird ein ganzes Lamm gebacken, das man mit Hühnerfleisch, Eiern und Reis gefüllt und mit Safran und Zwiebeln gewürzt im Ganzen auf einem Reisbett serviert.
Als beliebte Nahrungsmittel gelten Hühner, in Ägypten und Nordafrika daneben gelegentlich Tauben. Schweinefleisch unterliegt im Islam dem Tabu und wird von Muslimen nicht und auch von den Christen der Region nur selten genossen. In den Küstenregionen spielt Fisch eine wichtige Rolle. Fleischgerichten verleiht man häufig durch den Zusatz von Zitronensaft, Joghurt, Essig, Tamarinden, Granatapfelsaft oder Sumak eine säuerliche Geschmacksnote. Baharat, eine Gewürzmischung, findet oft für Fleischgerichte Verwendung.
Die meisten Gemüsesorten kocht man zusammen mit Fleisch. Bei reinen Gemüsegerichten füllt man das Gemüse oft mit Reis. Als Beilage spielt auch in Essig sauer eingelegtes Gemüse eine Rolle. Häufig finden frische oder getrocknete Früchte in gekochten Gerichten, oft als Beilage zu Fleisch, Verwendung.
Weizen gilt als wichtigstes Getreide der Region, obwohl Reis in manchen Ländern ebenfalls eine große Rolle spielt. Couscous stammt ursprünglich aus Nordafrika und verbreitete sich von dort aus bis nach Syrien, wo man jedoch vorwiegend  Bulgur verwendet.
Brot wird teilweise als papierdünnes Fladenbrot gebacken, das Chubz genannt und häufig mit gekochtem Fleisch belegt und zusammengerollt verzehrt wird. Ein solches Gericht namens Tharid soll das Leibgericht des Propheten Mohammed gewesen sein. Jedes Land kennt davon Varianten. Im Jemen wird eine Füllung aus Fleisch, flüssigem Ei, Honig und geschmolzener Butter fatut genannt.
Die arabische Küche übernahm im Laufe ihrer Entwicklung seit der Zeit der Kalifen einige Elemente der persischen Küche, was sich auch in der Entlehnung zahlreicher persischer Küchenbegriffe widerspiegelt. Wie im Iran heißt eingelegtes saures Gemüse turshi, Suppe shurba oder chorba, Fleischbällchen heißen kufta (Köfte) und Vorspeisen Mezze.
Als beliebte arabische Süßspeise gilt Muhallabia, ein süßer Reispudding. Weite Verbreitung fanden mit Datteln gefüllte Gebäckstücke wie Ma'amoul. Aus der türkischen Küche bekannt ist Baklava, dem man aber auch syrische oder griechische Herkunft zuordnet. Viele Süßspeisen süßt man mit Dibs, einem aus Datteln gewonnenen Sirup sowie mit Honig.
Kaffee ist das am häufigsten konsumierte Getränk der Region, oft gewürzt mit Kardamom. An zweiter Stelle steht im Osten (Maschrek) meist schwarzer und stark gesüßter Tee, im Westen, den Ländern des Maghreb, Grüner Tee mit Pfefferminze. Karkadeh wird in Ägypten und Sudan heiß oder kalt getrunken.

## Beduinen

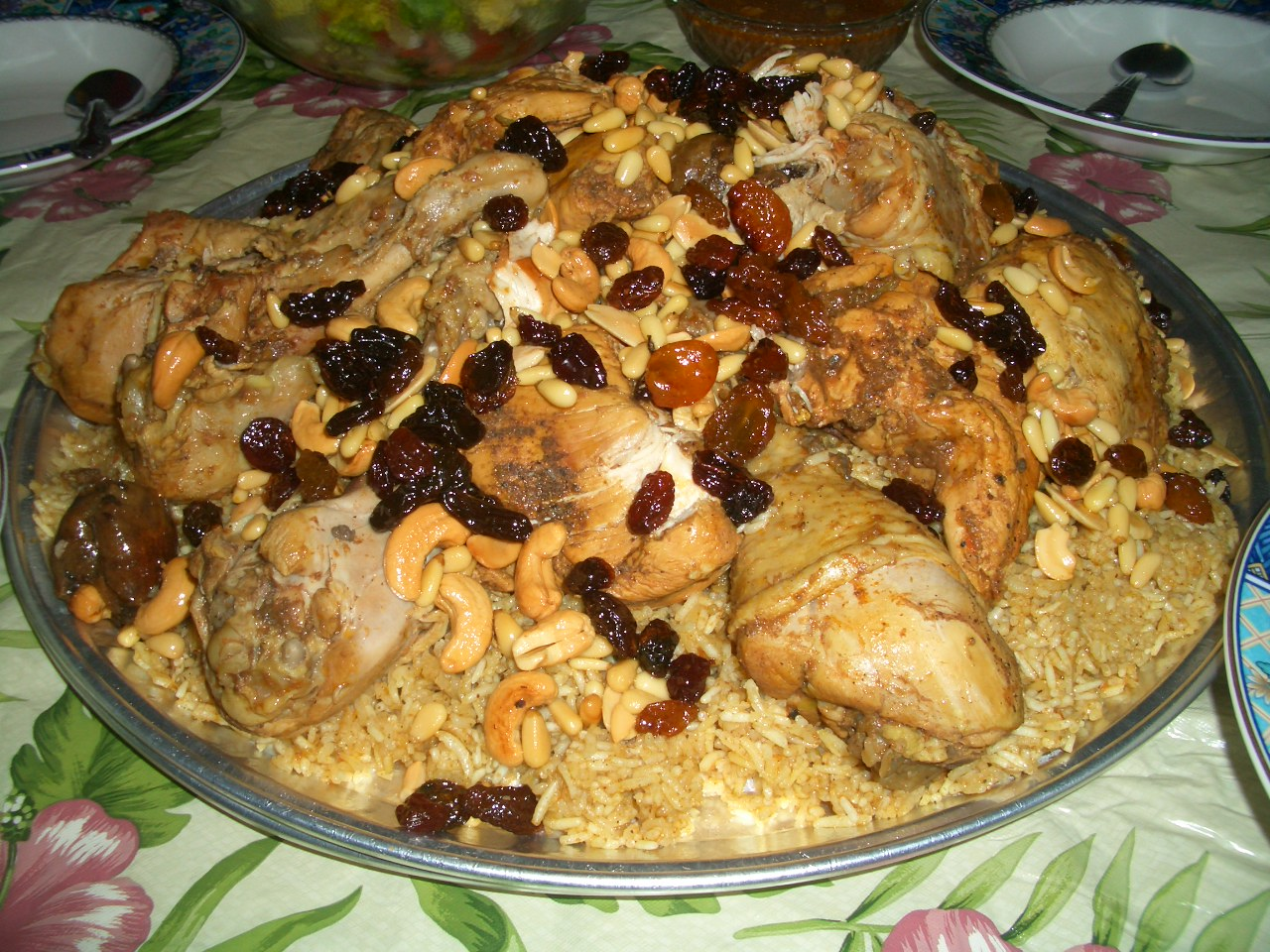
Kabsa

Die als Nomaden in arabischen Ländern lebenden Beduinen haben eine eigene Esskultur entwickelt. Die Kamele, den wichtigsten wirtschaftlichen Besitz, schlachtet man allenfalls im Alter oder bei Krankheit, außerdem überzählige Junghengste. In der Nähe von Oasen hält man Schafe und Ziegen als Milch- und Fleischquelle.
Die Alltagskost der Beduinen bestand traditionell fast ausschließlich aus Milch von Kamelen, Ziegen oder Schafen, Brot und Datteln. Das dünne Brot wurde auf einem Blech über dem offenen Feuer gebacken. Weitere Grundnahrungsmittel sind Weizen, Reis, sowie samn (Butterschmalz). Gefangenes Kleinwild garte man ebenfalls im Ganzen im offenen Feuer. Für spezielle Festessen bereitete man das Fleisch jedoch in einem großen kupfernen Kochtopf (jidda) und servierte es mit Reis (in Form von Kabsa).
Aus gesalzenem Joghurt bereitete man einen in der Sonne getrockneten jamid (Käse), den man – nach längerer Trockenzeit steinhart getrocknet – vor dem Essen mit Wasser anfeuchten oder in einem Mörser zerstoßen musste. Dieser Hartkäse ist sehr haltbar.
Den traditionell hohen Stellenwert der Gastfreundschaft drücken die Beduinen durch verschiedene Rituale aus, die auch die Bewirtung von Gästen umfasst. Vor dem eigentlichen Gastmahl werden Gästen Kaffee oder Buttermilch und Datteln gereicht. Das Hauptgericht zu Ehren des Gastes aus Hammel oder Kamelfleisch auf einem Reisbett, Mansaf, bietet man zuerst dem Gast, dann den Männern nach ihrem Rang, die Reste bleiben für Frauen und Kinder.